# Nedre Norrmalmsdelegationen

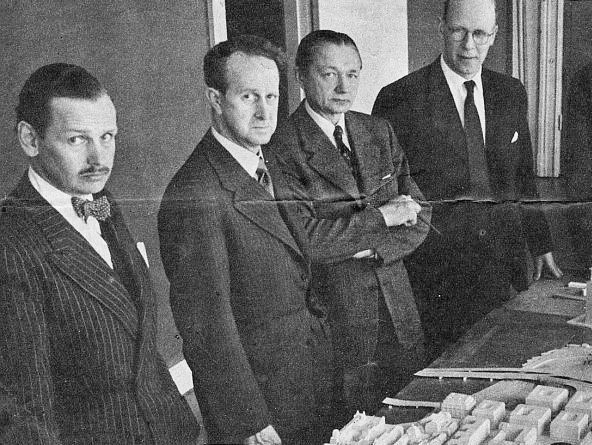
Stockholms stadsbyggnadskontor 1956: Stadsbyggnadsdirektören arkitekt Göran Sidenbladh, norrmalmsregleringens chef, ingenjör Åke Hedtjärn, förste ingenjören Carl-Henrik af Klercker på stadsbyggnadskontorets trafikbyrå, utredningschefen Anders Nordberg.

Nedre Norrmalmsdelegationen, även kallad Norrmalmsberedningen, och från 1955 omdöpt till Generalplaneberedningen, inrättades 1951 på initiativ av Yngve Larsson för att skyndsamt och med stöd av Lex Norrmalm bereda de komplicerade planfrågorna kring Norrmalmsregleringen; efterkrigstidens stora sanering av Nedre Norrmalm i Stockholm.

## Historik
Idén om Nedre Norrmalmsdelegationen lanserades av Yngve Larsson i samförstånd med finansborgarrådet John Bergvall, i syfte att undvika det annars långdragna remissförfarandet genom att samla personer med politiskt och tekniskt skilda ståndpunkter i ett gemensamt organ. Larsson hade utvecklat metoden under sin framgångsrika hantering av stadens stora trafikprojekt på 1920- och 30-talen. Det ansvariga borgarrådet Helge Berglund gjorde omgående denna strategi till sin egen, och förslaget presenterades för stadskollegiet i februari 1951.
Nedre Norrmalmsdelegationen fick omfattande handlingsfrihet tack vare den kraftfulla så kallade Lex Norrmalm, en särskild lag om zonexpropriation som beslutades av Riksdagen 1953.[källa behövs]
Delegationen kom att utformas så att borgarråden för finans-, fastighets- och stadsbyggnadsroteln samt förvaltningschefer och personer från gatukontoret ingick i den. Därigenom kom de ordinarie ledamöterna initialt att bestå av borgarråden Helge Berglund (ordförande), John Bergvall och Gösta Wennström, samt gatudirektör David Anger, fastighetsdirektör Jarl Berg, gatudirektör Gunnar Ekwall, spårvägsdirektör Martin Helin, stadsplanedirektör Sven Markelius och stadsarkitekt Gunnar Wetterling. Därtill tillsattes ett arbetsutskott med Anger som ordförande och bland andra Anders Nordberg, byråingenjören vid fastighetskontoret Åke Hedtjärn, chefen för stadsplanekontoret Carl-Fredrik Ahlberg och förste ingenjören vid stadsplanekontorets trafikavdelning Carl-Henrik af Klercker. 1955 tog Anders Nordberg över efter David Anger som ordförande för arbetsutskottet. Yngve Larsson kom själv att bli ledamot efter sin pensionering från stadskollegiet och stadsfullmäktige 1954. 1959-1966 var han vice ordförande, och han avgick som ledamot först 1970, då 89 år fyllda. Tre experter i generalplaneberedningen var sekreteraren och kanslichefen Anders Nordberg, fastighetskontorets chef Åke Hedtjärn och den unge arkitekten Torsten Westman.
Generalplaneberedningen lades ner 1976.[källa behövs]

## Publikationer (i urval)
- 1962 års cityplan
- City 67
- Söder 67
- Cityplan 1977